# Victoria, Guanajuato
Victoria är en kommunhuvudort i Mexiko.   Den ligger i kommunen Victoria och delstaten Guanajuato, i den centrala delen av landet, 230 km nordväst om huvudstaden Mexico City. Victoria ligger 1 722 meter över havet och antalet invånare är 4 053.
Terrängen runt Victoria är huvudsakligen kuperad. Victoria ligger nere i en dal. Runt Victoria är det ganska glesbefolkat, med 24 invånare per kvadratkilometer. Närmaste större samhälle är Doctor Mora, 13,3 km sydväst om Victoria. Omgivningarna runt Victoria är i huvudsak ett öppet busklandskap.